# Agua potable y saneamiento en Guatemala
El suministro de agua potable y saneamiento el sector en Guatemala está caracterizado por servicio poco disponible e inconsistente, especialmente en áreas rurales; asignación poco claro de responsabilidades de administración; y poco o ningún control y monitoreo de provisión de servicio.

## Acceso
En 2015, a alrededor de un millón de personas les faltaban acceso de a agua "mejorada" y a 6 millones les faltaban acceso a saneamiento "mejorado". En Guatemala, 93% de la población total tenía acceso a agua mejorada, 98% de la población urbana y 87% de la población rural. En cuanto a saneamiento, 64% de la población total, 78% y 49%, urbano y rural respectivamente, tenían acceso a saneamiento "mejorado".
Según el Programa Conjunto OMS/UNICEF de Monitoreo del Abastecimiento de Agua y del Saneamiento, acceso a servicios de agua y saneamiento ha sido aumentando lentamente en Guatemala. En 1990, 81% de la población total tenían acceso a fuentes de agua mejorada, mientras en 2004, 90% de la población tenían acceso. Disponibilidad de servicios de saneamiento también ha aumentado, de 62% de la población total habiendo acceso a saneamiento adecuado en 1990, a 86% con acceso en 2004. El gobierno de Guatemala estima que la población con acceso a servicios de agua está creciendo a una tasa de al menos 100,001 personas cada año.
| Agua                                              | Mejorada | 98% | 87% | 92% |
| Canalizado en el Local                            | 96%      | 69% | 82% |     |
| Saneamiento                                       | Mejorado | 87% | 70% | 78% |
| Alcantarillado (Datos de censo y encuesta de JMP) | 68%      | 17% | 41% |     |

Fuente: Programa Conjunto OMS/UNICEF de Monitoreo del Abastecimiento de Agua y del Saneamiento
Datos exactos y fiables sobre la cobertura en áreas rurales no está disponible. Estadísticas contradictorias sobre los porcentajes de la población que utilizan fuentes mejoradas de agua potable hacen dificultades en la evaluación de la seriedad del problema. A pesar de que los datos por encima muestran que acceso a agua y servicios de saneamiento en áreas rurales y urbanas es bastante alto en Guatemala, el Sistema Nacional de Información de Agua y Saneamiento (SAS), el cual recoge y mantiene información sobre agua y saneamiento en comunidades rurales, publicó informes en 2002 indicando que solo 53% de casas (se supone que esta estadística se refiere a casas en áreas rurales debido al foco rural de SAS) tenían acceso a servicios de agua. El SAS considera como accesibles los servicios que están menos de 1 kilómetro de una casa y que al menos 20 litros de agua son disponibles a cada persona todos los días. Mientras que 24,000 comunidades rurales existen en Guatemala, SAS solo ha recogido datos de 36% de estas, haciéndolo difícil de determinar el número real de individuales que carecen de servicios.
Acceso a agua en áreas urbanos es irregular, porque 80% de sistemas urbana de agua funcionan para una media de 12 horas todos los días. En 2000, 25% del agua en sistemas urbanas estaba desinfectada, y solo 1% de todos las aguas sucias recogidos habían sido tratadas.

## Calidad de servicios
El sector de agua y saneamiento en Guatemala está caracterizado por “cobertura baja, servicios de calidad pobre, y maquinas e instalaciones que están deteriorando,” relacionados con una necesidad para inversiones aumentadas en infraestructuras básicas. Crecimiento de población, expansión agrícola, servicios desigualmente distribuidos, y fuentes contaminados han contribuido a la falta de acceso a cantidades adecuadas de agua limpia por parte de los de ciudadanos. Guatemala tiene una buena red de agua potable además gracias a sus bosques y selvas obtienen mucha agua saludable

## Historia y acontecimientos recientes

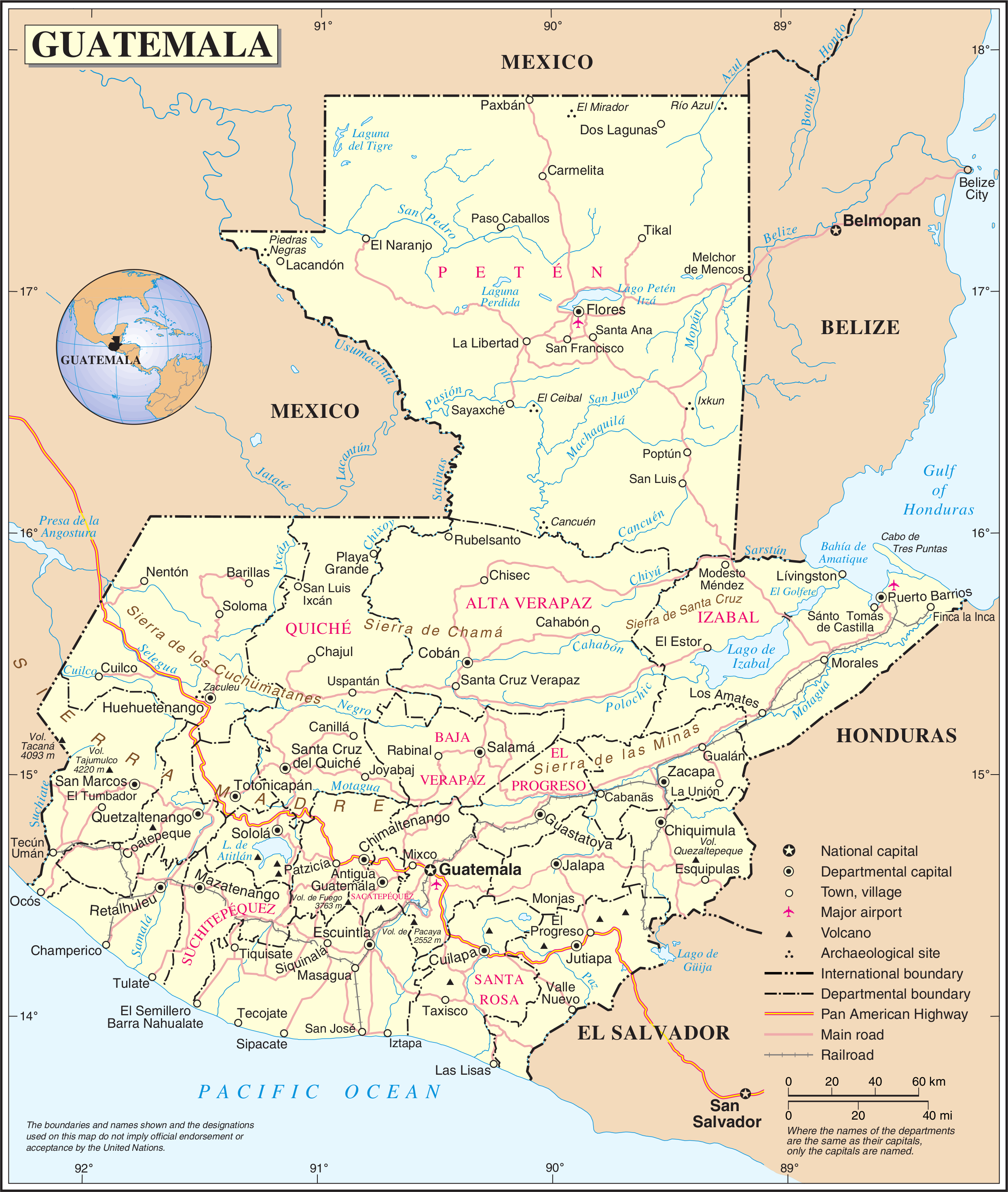
Un mapa de Guatemala.

En 1996 el gobierno de Guatemala y la Unidad Revolucionaria Nacional guatemalteca, el movimiento guerrillero, firmó un acuerdo de paz qué puso fin a 36 años de una guerra civil de guerrillas. Este conflicto dejó más de 100 000 guatemaltecos muertos y creó más de 1 millón de refugiados internamente desplazados. Este historia tumultuosa reciente, junto a una constitución bastante nueva escrita en 1985 y entonces enmendado  otra vez en 1993, pueden explicar  tanto una carencia de la información sobre agua y saneamiento,  como disponibilidad de servicio bajo.
Mientras muchas mejoras han sido hechas desde el fin de la guerra, Guatemala continuamente padece corrupción y violencia política, narcotráfico, y una balanza comercial grande. Considerando estos problemas, ha sido difícil para el gobierno nacional recaudar fondos internamente, o atraer asistencia e inversión de donantes internacionales e instituciones financieras. Estos contratiempos financieros impiden mejoras necesarias en la infraestructura general del país, como educación, salud pública, y sistemas de agua y saneamiento.
De 1991 a 1998 el Presidente de la República creó un Secretario de Recursos Hidrológicos cuya misión era ordenar y planificar el sector de agua y hacer una Ley de Agua. Varias propuestas para la ley estuvieron rechazadas, en gran parte debido a la carencia de una infraestructura legal e institucional para la gestión de recursos de agua en Guatemala.
En 1995 COPECAS, en colaboración con otras instituciones principales, condujo un análisis de ancho nacional de agua y saneamiento para enfrentar desorganización, contradicciones y discrepancias en el sector. Este estudio condujo a cambios en la coordinación y administración del sector, por ejemplo dando a INFOM la responsabilidad de dirigir el sector.
En 1999 el Ministerio de Agricultura, Ganadería y Alimentación (MAGA) estuvo dado responsabilidad para crear un Plan de Administración Integrado para Recursos Hidrológicos, el cual se enfocará en recursos hidrológicos desde un punto de vista de una infraetructura política, legal e institucional, información y sostenibilidad, y educación.
En 2002 el Banco de Desarrollo Interamericano dio soporte a Guatemala para la reforma y reorganización de INFOM para mejor servir y asistir municipios.

## Responsabilidades para agua y saneamiento

### Política
Hay una multitud de entidades de gobierno implicadas en asuntos de agua y saneamiento y ninguno de ellos ha sido asignado una función clara de liderazgo en el sector. El Ministerio de Salud, el Instituto de Fomento Municipal (INFOM), el Ministerio de Ambiente y Recursos Naturales (MARN) y la Secretaría de Planificación y Programación (Segeplán) en la oficina del Presidente tienen funciones, sin embargo no bien definidas, en la determinación de políticas y estrategias para agua y saneamiento, así como para administración de recursos hidrológicos.
INFOM, creado en 1957, es una institución pública descentralizada cuya misión es apoyar municipios a través de la provisión de asistencia administrativa, financiera, y  técnica. En 1997 el Acuerdo Gubernativo 376-97 dio a INFOM la responsabilidad de dirigir los aspectos políticos y estratégicos del sector de agua y saneamiento en Guatemala.
En el mismo año, la Unidad Ejectora del Programa de Acueductos Rurales (UNEPAR) y el Proyecto de Agua Potable y Saneamiento del Altiplano (PAYSA), programas para agua y saneamiento rural que anteriormente habían sido bajo el Ministerio de Salud, fueron puestos bajo la administración de INFOM. A pesar de que UNEPAR ha sido puesto debajo de INFOM, ella continúa tener financiación separada del presupuesto nacional así como el Banco de Desarrollo alemán KfW. UNEPAR también dirige la base de datos de SAS.
Un Comité Permanente de Coordinación de Agua y Saneamiento (COPECAS) fue creado en 1985 por el Acuerdo Gubernativo 10036-85 para coordinar el trabajo de todas las agencias públicas en el sector de agua y saneamiento sector, pero es inactivo. La Organización Panamericana de la Salud (PAHO) sostiene el comité.
No hay ninguna ley que concede a todas las personas el derecho a agua potable limpia en Guatemala.

### Control
El Ministerio de Salud Pública y Asistencia Social (MSPAS) es legalmente responsable para controlar la calidad de agua potable en un nivel nacional.
Proporcionan servicios de prueba de la calidad de agua para operadores privados y públicos.
El Ministerio de Ambiente y Recursos Naturales (MARN), junto con INFOM, es oficialmente responsable para el control medioambiental en el sector hidrológico y de saneamiento. Aun así, realmente no hay administración medioambiental eficaz en el sector.
El control económico en el sector es prácticamente inexistente. Los aranceles para provisión de servicio están determinados por políticas, y no hay ninguna organización qué monitorea a proveedores para detectar abusos del sistema.

### Provisión de servicios
Según la ley la provisión de servicios es una responsabilidad de municipios. Artículo 253 de la Constitución de la República de Guatemala da a los 332 municipios del país la responsabilidad de utilizar sus recursos para proporcionar servicios públicos. En 2002 el Código Municipal publicó como Acuerdo Gubernativo 12-2002 confirmó la responsabilidad legal de municipios para entregar servicios públicos, incluyendo servicios de agua y de saneamiento, a todos que viven en áreas urbanas y rurales.
Los municipios experimentan dificultades a la hora de proporcionar servicios a áreas urbanas y especialmente rurales, debido a una carencia de recursos. En realidad, por tanto, una variedad de entidades públicos, comunales y privadas proporcionan servicios junto a los municipios.

#### Provisión directa de servicios municipales
Los servicios de agua y saneamiento pueden ser proporcionados directamente por un municipio solo o a través de un grupo de municipios quiénes están organizados para proporcionar los servicios juntos (“mancomunidades”).

#### Compañías municipales
El Municipio de Ciudad de Guatemala creó la Empresa Municipal de Agua (EMPAGUA) en 1972 para dirigir los servicios de agua y alcantarillado de la Ciudad de Guatemala. Hoy es el proveedor de agua municipal más grande en el país. XELAGUA dirige los suministros de agua en Quetzaltenango, segunda ciudad más grande de Guatemala.

#### Provisión de agua en cantidades grandes a la Ciudad de Guatemala
La Unidad Ejecutora del Acueducto Nacional Xayá-Pixcayá, dirigido por el Ministerio de Comunicaciones Públicas, Transporte y Trabajo, administra, opera, y mantiene el Acueducto Nacional qué suministra agua en cantidades grandes a la Ciudad de Guatemala.

#### Operadores privados locales en Ciudad de Guatemala
Varias compañías independientes distribuyen agua potable por camiones cisternas y a través de redes privadas a comunidades rurales y urbanas, sirviendo al menos 32% de la Ciudad de Guatemala solo. La Compañía Nacional de Agua de Mariscal es el más grande y más viejo de estas compañías, proporcionando servicios a aproximadamente 14% de la población de la Ciudad de Guatemala.

#### Organizaciones comunitárias
Las comunidades mismas, a través de comités de agua (Comités administradores de agua potable, o CAAP), proporcionan servicios en áreas rurales. Comités de agua están considerados como operadores privados y están regulado por el Código Civil. Los comités están elegidos por los miembros de la comunidad y son responsables para la colección de aranceles y la operación y mantenimiento del sistema.
Está escrito en Artículo 122 de la Constitución que toda tierra dentro de un radio de 50 metros de una fuente de agua está poseída por el gobierno de Guatemala. Las comunidades y otros operadores privados tienen que comprar la tierra y los derechos de agua para una fuente de agua antes de desarrollar un sistema nuevo.

### Asistencia a organizaciones comunitárias
Proveer asistencia a proveedores de servicios basados en comunidades es una función clave en el sector del agua y saneamiento. En Guatemala esta función no es claramente asignado a una institución de gobierno. INFOM, a través de UNEPAR (ve encima debajo política), proporciona esta función. Además, muchos ONG también apoyan organizaciones comunitárias.
Uno de ellos es Servicios para el Desarrollo (SER), una ONG local dedicado enteramente a asuntos de agua y saneamiento a través de su programa "Agua para todos". Creado en 1996, SER incluye entre sus rangos a 14 profesionales de varias disciplinas, dedicados al apoyo de comunidades en encontrando soluciones sostenibles, integrados, y asequibles para el abastecimiento de agua y servicios de saneamiento. También intenta levantar la concienciación de la sociedad civil y del estado sobre agua y saneamiento, y emprende investigaciones y documentación para enfrentar sistemáticamente experiencias en el sector.
Otro es Agua del Pueblo (AdP) . Fundado en 1972 en San Lucas Toliman, AdP ha construido más de 700 proyectos rurales de agua potable. El Estado de Misuri incorporó la organización sin ánimo de lucro Agua del Pueblo-EE. UU. en 1973. En ese tiempo el estado de Misuri solo permitía empresas con nombres en inglés. Agua del Pueblo-EE. UU. es también conocido como People's Consultants (Asesores de la Gente). Finalmente los fundadores de Agua del Pueblo se incorporaron en Guatemala: "Associacion para Agua del Pueblo" AdP ahora tiene su sede en Quezaltenango con oficinas en Cobán, Alta Vera Paz y Poptun, El Petén. AdP usa agua como medios al objetivo definitivo de desarrollo rural.
Además, varias ONG de inspiración regligiosa, como Water For Life International ("Agua Para La Vida"; vea en los enlaces externos), ha sido activamente construyendo aljibes de agua fresca, proporcionando servicios de saneamiento y educando la población rural sobre higiene y salud. La mayoría de estos grupos tiene ubicaciones tanto en Guatemala y en los EE. UU. La mayoría  también aceptan los voluntarios interesados en ayudar a los pobres de Guatemala para superar la carencia de agua y proporcionan maneras en uno puede involucrarse.

## Aspectos financieros

### Aranceles y recuperación de gastos
Aranceles de agua para los sistemas dirigidas por municipios están fijados por consejos municipales para áreas urbanos y para usuarios de agua, a través de reuniones generales de usuarios, para áreas rurales. En el caso de redes pequeñas de posesión privada, los cuales existen principalmente en la Ciudad de Guatemala, y camiones cisternas privadas, los aranceles y los precios están fijados por los proveedores privados de servicios. Dado que medidores de agua no son comunes, los aranceles normalmente toman la forma de una tarifa mensual fija. Los aranceles varían mucho de un lugar a otro. En la Ciudad de Guatemala estaba en EE. UU. $2.10 por mes para 15 metros cúbicos, mientras que en otras ciudades estaba tan bajo como EE. UU. $0.50 por mes para 7.5 metros cúbicos.
Recuperación de gastos en sistemas municipales y comunales es generalmente bajo y normalmente los ingresos son apenas suficientes para cubrir los costos de operación y mantenimiento rutinario. Aun así, hay excepciones. Por ejemplo, un programa apoyado por USAID desde 1992 en el Altiplano requirió que comunidades repaguen 50% de los gastos de inversión, el cual hicieron con pocos atrasados en pagos, mostrando la disposición de comunidades a pagar para el suministro de agua.

### Inversión
En 2005 inversiones en agua y saneamiento estuvo solamente en EE. UU. $14 millones o aproximadamente EE. UU.$1 per cápita, uno de los niveles más bajos en Latinoamérica.
En 1999 las inversiones habían sido mucho más altos. La OMS les estimó en Quetzales 285.8 millones (EE. UU.$37.1).
Esto representó aproximadamente 0.2% del producto interno bruto y 1.5% de los gastos de gobierno total para 1999. Los gastos por el gobierno central aumentó dramáticamente en el sector, de solamente EE. UU. $6.07 millones gastados en 1995 a EE. UU.$56,13 millones gastados en 1998. Inversiones en el sector quedaban a gran distancia detrás de los otros sectores en 1998, especialmente cuándo se toma en cuenta las pequeñas inversiones hechas anteriormenteen en  agua y saneamiento. Por ejemplo, los gastos en cada uno de los sectores de Educación, Cultura y Deportes; Transporte; Defensa y Seguridad; y Trabajo y Provisión Social, superó el del sector para Agua y Saneamiento por una media de 900%.
La inversión patrocinada por el gobierno se canaliza a través de varias organizaciones, incluyendo INFOM y UNEPAR, el Ministerio de Salud, el Fondo de Inversión Social (FIS), y el Fondo Nacional para la Paz (FONAPAZ). La carencia de la cohesión entre estas organizaciones prohíbe el crecimiento y progreso coordinado del sector de agua y saneamiento. Varios ONG directamente ayudan a comunidades, especialmente en áreas rurales.

### Financiación
Una proporción grande de la financiación para agua y saneamiento proviene de donantes extranjeros. Comunidades y gobiernos locales, aun así, también hacen contribuciones significativas en la forma de trabajo no calificado, materiales locales, y contribuciones de dinero en efectivo. Por ejemplo, bajo el programa "Agua, fuente de paz" iniciado en 1992, las comunidades contribuyeron 35% y gobiernos locales y otros inversionistas locales 25% de los gastos del proyecto, con solamente 40% financiados por donantes. El programa apoyaba a 800 comunidades rurales, centrando en aquellos en pobreza extrema.

## Soporte externo
Los donantes principales actualmente activos en el sector son el Banco Interamericano de Desarrollo y ONG como CARE (alivio) y Agua del Pueblo. Desde 1994, el FIS ha invertido EE. UU. $160 millones en proyectos de agua y saneamiento.

### Banco Interamericano de Desarrollo
Una subvención de EE. UU.$100 000 para asistencia técnica para el GU-T1034: Fortalecimiento Oficina Comisionado Presidencial del Agua y Recursos Hídricos (vea en los enlaces externos) estuvo aprobado en septiembre de 2005.
Un préstamo de $50 millones para un GU0150: Programa de Inversión de Agua Rural (vea en los enlaces externos)estuvo aprobado en 2003 para la construcción de  proyectos de agua potable y saneamiento para beneficiar a un mínimo de 500 000 consumidores rurales nuevos. Componentes del préstamo también incluyen fortalecimiento institucional de INFOM y fortalecimiento comunitario.

### KfW
KfW Agua sostuvo el suministro de agua potable y servicios de saneamiento a través de una serie de cuatro proyectos implementados por UNEPAR y INFOM. Los primeros tres proyectos, ejecutados entre 1987 y 1998, beneficiaban a 165 comunidades en los departamentos occidentales y orientales a un costo de 28 millones de Euros. Una evaluación hecho en 2005 halló que aproximadamente 90% de los sistemas de agua eran "correctamente operados y mantenidos", a pesar de que solo muy pocos comités de agua desinfectaban el agua. El informe también declara que las letrinas construidos con el soporte del proyecto eran en condiciones buenas.

### Banco Mundial
El Banco Mundial financió uno préstamo de EE. UU.$50 millones del Segundo Fondo de Inversión
Social Guatemalteco para proyectos comunitarios implementados por el Fondo Social FIS. El proyecto estuvo aprobado en 1998 y cerrado en 2003. Incluyó 14% (EE. UU. $7 millones) dedicados a agua y saneamiento.

## Lectura adicional
- Emilio Lentini:Servicios de agua potable y saneamiento: beneficios potenciales y condiciones de éxito, CEPAL/BMZ/GTZ 2010